# Benedikt Pfyffer von Altishofen

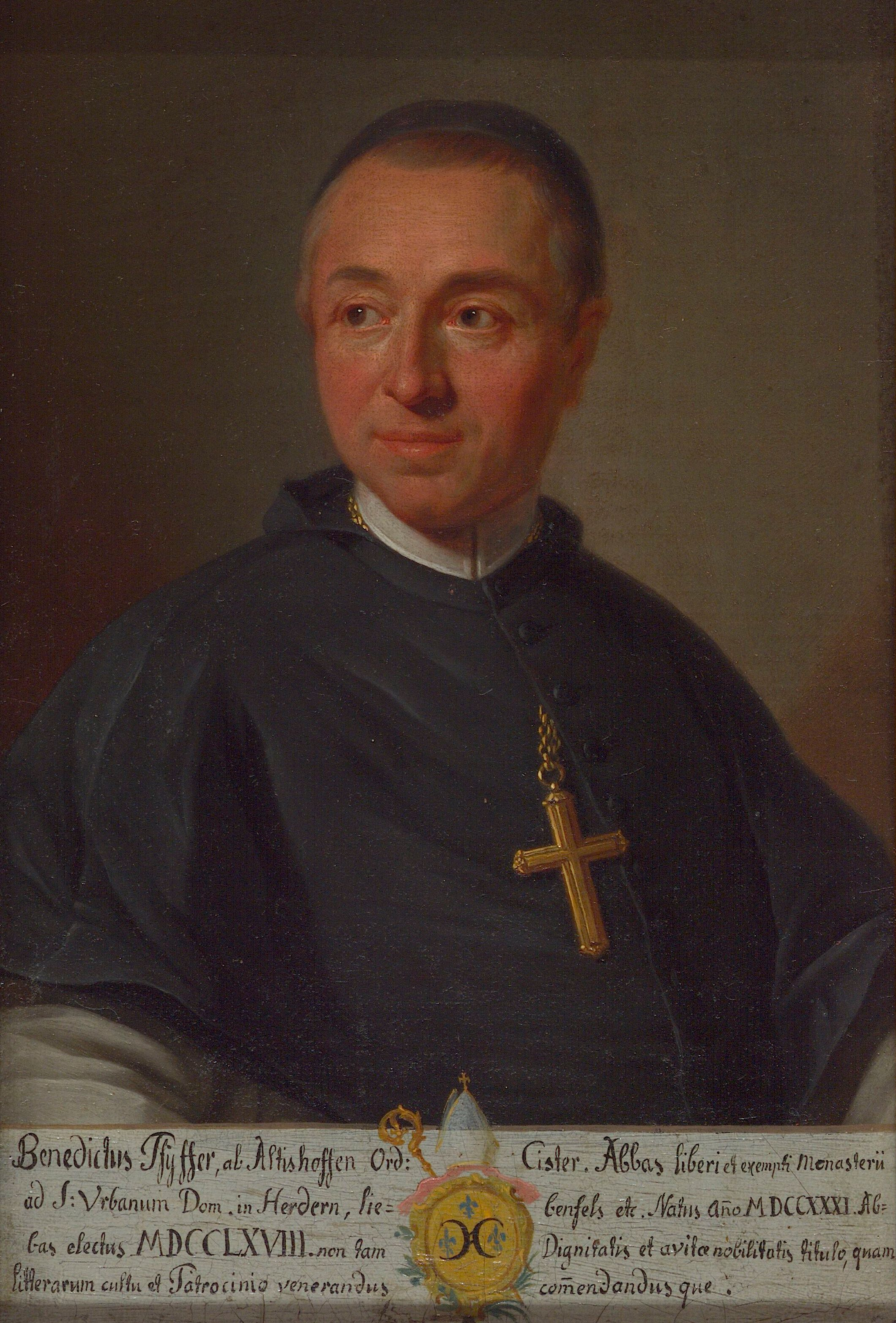
Porträt von Benedikt Pfyffer von Altishofen

Benedikt Pfyffer von Altishofen (Taufname Jost Ignaz Johann Baptist Pfyffer von Altishofen; * 1. Februar 1731 in Luzern; † 25. Mai 1781 in St. Urban) war ein Schweizer Theologe und ab 1768 Abt des Zisterzienserklosters St. Urban.

## Leben
Benedikt Pfyffer gehörte dem Luzerner Patriziergeschlecht der Pfyffer von Altishofen an. Sein Vater war der Großrat Heinrich Ludwig Pfyffer, seine Mutter Maria Barbara Aurelia geb. Pfyffer. Ab 1742 erhielt er Unterricht im Jesuitenkollegium von Luzern. Dementsprechend schlug er eine geistliche Laufbahn ein, wie dies auch mehrere seiner Geschwister taten; so wurden seine Brüder Franz Xaver und Anton Pfyffer Mitglieder des Jesuitenordens. Pfyffer selbst trat 1749 im Kloster St. Urban in den Zisterzienserorden ein, empfing im März 1754 die Priesterweihe und lehrte an der dortigen Schule Theologie und Philosophie. 1766 wurde er Prior und zwei Jahre danach Abt des Klosters.
Von nun an konnte Pfyffer seine Grundsätze von Toleranz und Freiheit des Denkens geltend machen und wissenschaftliche Bestrebungen unter den Mönchen wecken. So ließ er den Unterricht in der Schule seines Klosters modernisieren. In seinem Auftrag redigierte Pater Nivard Krauer die Schulbücher des österreichischen Bildungsreformers Johann Ignaz von Felbiger, die ab 1778 Verwendung in der zur Trivial- oder Elementarschule umstrukturierten Klostergrundschule fanden. Diese diente in der Folge auch als erstes Schweizer Lehrerbildungsinstitut, das aber wegen verschiedentlicher Attacken seinen Betrieb nur bis 1785 aufrechterhielt. Die Lateinschule wurde gleichzeitig zur Erziehungsanstalt für Jünglinge aus den gebildeteren Ständen ausgestaltet. Sie bestand bis zum 1798 erfolgten Eingreifen des revolutionären Frankreichs in der Schweiz. Unter den Landsleuten verbreitete Pfyffer Erbauungsbücher und führte bei der Mette den deutschen Kirchengesang ein. Ferner regte er die Errichtung der Orangerie im Abtgarten an.
Pfyffer wurde auch in aufgeklärten Bevölkerungsschichten und von Nichtkatholiken geschätzt. Er erfuhr dennoch mancherlei Anfeindungen, die ihn aber nicht an der Entfaltung seiner Bestrebungen hinderten. Allein sein frühzeitiger Tod 1781 im Alter von 50 Jahren wirkte nachteilig auf die begonnenen Verbesserungen, und die Abtei St. Urban verfiel in einen krisenhaften Zustand.